# 799

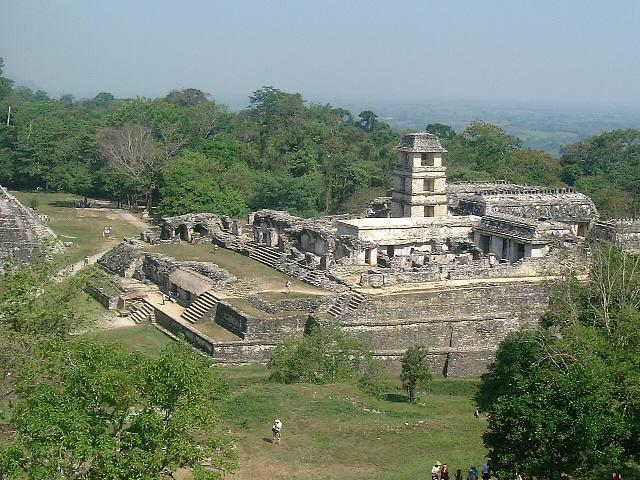
Ruïnes van Palenque (huidige Mexico)

Het jaar 799 is het 99e jaar in de 8e eeuw volgens de christelijke jaartelling.

## Gebeurtenissen

### Europa
- De Avaren komen tegen het onderdrukkende beleid van de Franken en de gedwongen kerstening in opstand. De prefect van Beieren, Gerold van de Vinzgau, komt tijdens een veldtocht om het leven.
- De rooftochten van de Vikingen strekken zich voor het eerst uit tot het grondgebied van de Franken. Het klooster op Île de Noirmoutier in de monding van de Loire wordt geplunderd. (waarschijnlijke datum)

### Arabische Rijk
- De Moren in Al-Andalus (het Arabische Spanje) veroveren Barcelona. De Balearen sluiten zich aan bij het Frankische Rijk.

### Meso-Amerika
- 2 november (9.18.9.4.4) - In Palenque (Mexico) wordt het laatste Maya-monument opgetrokken.

## Religie
- Paus Leo III wordt tijdens een processie in Rome zwaar mishandeld door edelen die tegen zijn bewind zijn. Een moordaanslag op zijn leven door leden van zijn eigen pauselijke curie (hofhouding) wordt verijdeld. Hij vlucht naar Paderborn waar koning Karel de Grote hem in bescherming neemt.
- 28 oktober - De steden Sankt Pölten (genaamd Treisma of Traisma) en Zirl worden voor het eerst vermeld.
- Het bisdom Paderborn (Noordrijn-Westfalen) wordt gesticht door Leo III.

## Overleden
- Gerold van de Vinzgau (59), Frankisch edelman
- 1 september - Moesa al-Kazim (53), Arabisch imam
- Paulus Diaconus, Longobardisch monnik (waarschijnlijke datum)